# Franciszek Trzecieski
Franciszek Kornel Cyprian Trzecieski herbu Strzemię (ur. 24 sierpnia 1807 w Polance, zm. 15 grudnia 1875 w Bogoniowicach) – powstaniec listopadowy, oficer, ziemianin, poseł na Sejm Ustawodawczy 1848 oraz na Sejm Krajowy Galicji, działacz społeczny, gospodarczy i polityczny.

## Życiorys
Ukończył gimnazjum we Lwowie, oraz wydział prawa na Uniwersytecie Wiedeńskim. Zamożny ziemianin, W latach 1848–1855 posiadał Gorajowice (dominium złożone z wsi: Brzyszczki, Glinik Niemiecki, Gorajowice, Hankówka i Kaczorowy) oraz dobra Ulaszowy i Kowalowy pod  Jasłem, w pow. grybowskim. Był współwłaścicielem wraz z bratem Tytusem Ujścia Ruskiego (dominium złożonego ze wsi: Kwiatoń, Przysłup,Smerekowiec i Uście Ruskie. Od 1833 zarządzał w imieniu żony Bogoniowicami (dominium złożone z miasta Ciężkowice oraz wsi:Bogoniowice, Kipszna, Ostrusza i Tursko).  
Uczestnik powstania listopadowego. W roku 1831 odbył kampanię w Powstaniu listopadowym w korpusie gen. Girolamo Ramorino, odbierając z jego rąk Złoty Krzyż Orderu Virtuti Militari po bitwie pod Drobinką, Propagował zniesienie pańszczyzny oraz podniesienie poziomu oświaty wśród najuboższych. Uczestniczył w powstaniu galicyjskim 1846. Aktywny politycznie w okresie Wiosny Ludów. Był członkiem Rady Narodowej Lwowskiej (1848). Poseł do Sejmu Konstytucyjnego w Wiedniu i Kromieryżu (17 lipca 1848 – 7 marca 1849), wybrany w galicyjskim okręgu wyborczym Rozwadów. W parlamencie należał do „Stowarzyszenia” skupiającego demokratycznych posłów polskich.  
Brał udział w powstaniu styczniowym w organizacji krakowskiej. Za tę działalność został aresztowany i więziony. Był inicjatorem w 1842, po wieloletnich staraniach w 1860 współzałożycielem a następnie do 1875 kuratorem Towarzystwa Wzajemnych Ubezpieczeń w Krakowie. Od 1845 członek Galicyjskiego Towarzystwa Gospodarskiego we Lwowie. W 1866 zainicjował Bibliotekę Narodową, ponadto stworzył Wydawnictwo „Dzieła Tanie i Pożyteczne”. W 1868 założył Towarzystwo Przyjaciół Oświaty. Członek Rady Powiatu w Grybowie (1867-1875).
Był wybierany z I kurii w obwodzie sądeckim posłem na Sejm Krajowy Galicji I kadencji (trwająca 1861-1867, obrany 21 grudnia 1865 w miejsce Marceliego Drohojowskiego), II kadencji (trwająca 1867-1868), III kadencji (trwająca 1870-1876, zmarł w 1875).
Pochowany na cmentarzu parafialnym w Ciężkowicach.

## Rodzina i życie prywatne.
Urodził się w rodzinie ziemiańskiej, był synem Jana Michała Trzecieskiego (1744-1842) i Magdaleny Franciszki z Wiktorów. Miał brata Tytusa (1811–1878), dziedzica Miejsca Piastowego, Polanki i Bóbrki oraz siostrę Maria. Jego bratankiem był Jan Wojciech, m.in. poseł. Ożenił się w 1833 z Anną Fihauser (1800-1891). Córka jego Ludwika Emilia (ur. 1837 r.) wyszła za mąż za Wincentego Ignacego Bobrowskiego (1832-1899) - komediopisarza, bankowca.